# 2012年ロンドンオリンピックのエジプト選手団
2012年ロンドンオリンピックのエジプト選手団（2012ねんロンドンオリンピックのエジプトせんしゅだん）は、2012年7月27日から8月12日にかけてイギリスの首都ロンドンで開催された2012年ロンドンオリンピックのエジプト選手団、およびその競技結果。

## 概要
今大会は銀メダル3個、銅メダル1個の合計4個のメダルを獲得した。

## メダル
| メダル | 選手名                         | 競技                 | 種目                             |
| ------ | ------------------------------ | -------------------- | -------------------------------- |
| 銀     | カラム・イブラヒム             | レスリング           | 男子グレコローマンスタイル84kg級 |
| 銀     | アビール・アブドゥッラフマーン | ウエイトリフティング | 女子75kg級                       |
| 銀     | アラエルディン・アブエルカセム | フェンシング         | 男子フルーレ個人                 |
| 銅     | タレク・イェヒア               | ウエイトリフティング | 男子85kg級                       |